# Tecticeps convexus
Tecticeps convexus is een pissebed uit de familie Tecticipitidae. De wetenschappelijke naam van de soort is voor het eerst geldig gepubliceerd in 1899 door Harriet Richardson.